# Juan Carlos Ferrero
Pour les articles homonymes, voir Ferrero (homonymie).
Ferrero  Donat est un nom espagnol. Le premier nom de famille, en général paternel, est Ferrero ; le second, en général maternel, souvent omis, est Donat.
Juan Carlos Ferrero, né le 12 février 1980 à Ontinyent, est un joueur de tennis espagnol, professionnel entre 1998 et 2012, devenu entraineur notamment de Carlos Alcaraz.
Il a remporté seize tournois dans sa carrière dont un titre du Grand Chelem, le tournoi de Roland-Garros en 2003, année où il a été no 1 mondial pendant huit semaines. Il a également remporté trois fois la Coupe Davis avec l'équipe d'Espagne en 2000, 2004 et 2009. Il est un des rares joueurs à avoir battu Rafael Nadal sur terre battue après l'éclosion du Majorquin au plus haut niveau.
Droitier, mesurant 1,83 m pour 72 kg, surnommé « Chavalito » (pour les joueurs espagnols), « Mosquito » (« Moustique ») ou « Juanqui », il vit désormais à l'académie de Villena qu'il a intégrée en 1989. Entraîné depuis par Antonio Martinez Cascales, il n'a jamais quitté Villena et y a fait construire son académie de tennis, « Equelite », principalement composée de courts en terre battue. Ainsi, il contribue à l'attractivité de Valence pour l'accueil de jeunes espoirs, poursuivant la décentralisation des centres espagnols classiques que sont Barcelone et Madrid.

## Carrière

### Parcours

#### Débuts
Juan Carlos a commencé à jouer au tennis avec son père Eduardo, qui l'emmena une nuit d'octobre 1989 chez Antonio Martínez Cascales dont la réputation avait franchi les grilles du Tennis Club de Villena pour parvenir, trente kilomètres plus loin, au village d'Onteniente. À quatorze ans, il quitte sa maison et s'installe d'abord chez son entraîneur puis à l'Académie. Deux ans plus tard, sa mère décède d'un cancer et Juan Carlos pense arrêter le tennis. Il continue malgré tout sa carrière et lui dédie désormais toutes ses victoires. Durant ces sept ans, Juan Carlos est champion du monde dans sa catégorie d'âge par deux fois, à treize et quatorze ans, et remporte des tournois prestigieux tels que « Les Petits Princes » en juillet-août 1993 et « Les Petits As » en janvier 1994.

#### 1998-2001: installation dans letop 5mondial
Juan Carlos Ferrero passe professionnel en 1998, où il ne joue que sur le circuit Challenger. Cette même année, il est finaliste du tournoi de Roland-Garros junior où il perd contre le chilien Fernando González.
Son arrivée sur le grand circuit l'année suivante est marquée par sa victoire à l'Open de Majorque.
En 2000, il atteint les demi-finales à Roland-Garros, où il s'incline face au futur vainqueur Gustavo Kuerten. Il contribue également à la victoire de l'Espagne lors de la finale de Coupe Davis contre l'Australie en remportant ses matchs contre Patrick Rafter et Lleyton Hewitt.
En 2001, il remporte quatre titres dont les Masters de Rome et les ATP International Series Gold (ATP 500 Series de l'époque) de Dubaï et de Barcelone. Il arrive à Roland-Garros en ayant gagné 22 des 24 matchs qu'il a disputés sur terre battue mais il perd une nouvelle fois en demi-finale contre Kuerten. Ses bons résultats lui permettent de se qualifier pour sa première Masters Cup, où il s'incline en demi-finale face à Hewitt. Il termine l'année 2001 dans le top 5.

#### 2002-2003: la consécration: Roland-Garros etno1mondial
En 2002, Juan Carlos Ferrero confirme ses bons résultats sur terre battue en remportant le Masters de Monte-Carlo et en atteignant la finale à Roland-Garros, où il est battu par Albert Costa. Il se qualifie une nouvelle fois pour la Masters Cup, où il va jusqu'en finale mais doit s'incliner face à Lleyton Hewitt.
L'année 2003 est incontestablement la meilleure saison de Juan Carlos Ferrero. En effet, il remporte son premier titre du Grand Chelem à Roland-Garros face au surprenant Martin Verkerk sur le score de 6-1, 6-3, 6-2 et gagne également deux autres titres en Masters Series : celui de Monte-Carlo et celui de Madrid. Il atteint également la finale de l'US Open, où il est battu par Andy Roddick. À l'issue de ce tournoi, il atteint la première place mondiale au classement ATP et y reste huit semaines consécutives. Il termine cette saison no 3 mondial.

#### 2004-2008: période de doute

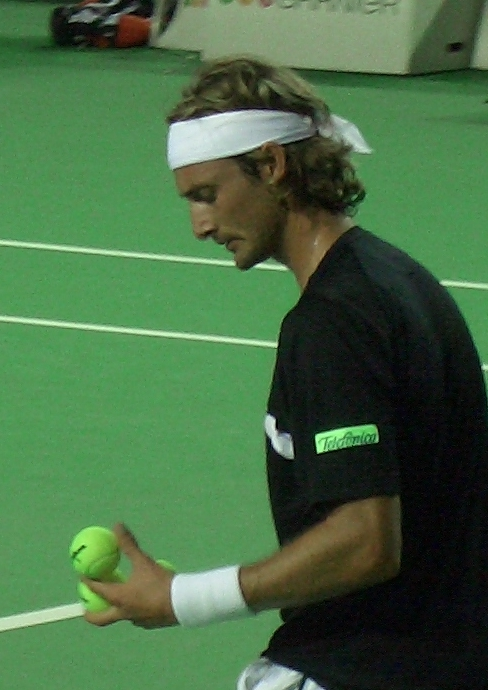
Juan Carlos Ferrero à l'Open d'Australie en 2006.

L'année 2004 démarre bien pour Juan Carlos Ferrero avec une demi-finale à l'Open d'Australie, où il est battu par Roger Federer et une finale au Tournoi de Rotterdam mais le reste de sa saison est plus décevant avec notamment une élimination dès le deuxième tour à Roland-Garros face à Igor Andreev. Il ne remporte pas le moindre tournoi de l'année, ce qui lui vaut de finir la saison à la 31e place. Il termine malgré tout l'année sur une note positive puisqu'il fait partie de l'équipe victorieuse en Coupe Davis.
Juan Carlos Ferrero ne remporte plus de nouveaux titres lors des saisons suivantes mais atteint chaque année tout de même une finale dans un tournoi avec notamment de beaux parcours dans certains tournois comme à Cincinnati en 2006, où il atteint la finale en battant trois joueurs du top 10 : James Blake (no 5), Rafael Nadal (no 2) et Tommy Robredo (no 7) ou à Wimbledon en 2007, où il atteint les quarts de finale pour la première fois de sa carrière. En 2008, il réussit l'exploit de battre Rafael Nadal sur terre battue en seizième de finale du Masters de Rome, restant le seul avec Novak Djokovic (2011, 2014, 2016) et Stanislas Wawrinka (2015) à l'avoir battu là-bas. Cependant, son irrégularité et sa baisse de forme conjuguée à des blessures le contraignent à sortir du top 100 le 2 février 2009 pour la première fois depuis presque dix ans.

#### 2009-2010: le renouveau de «Mosquito»

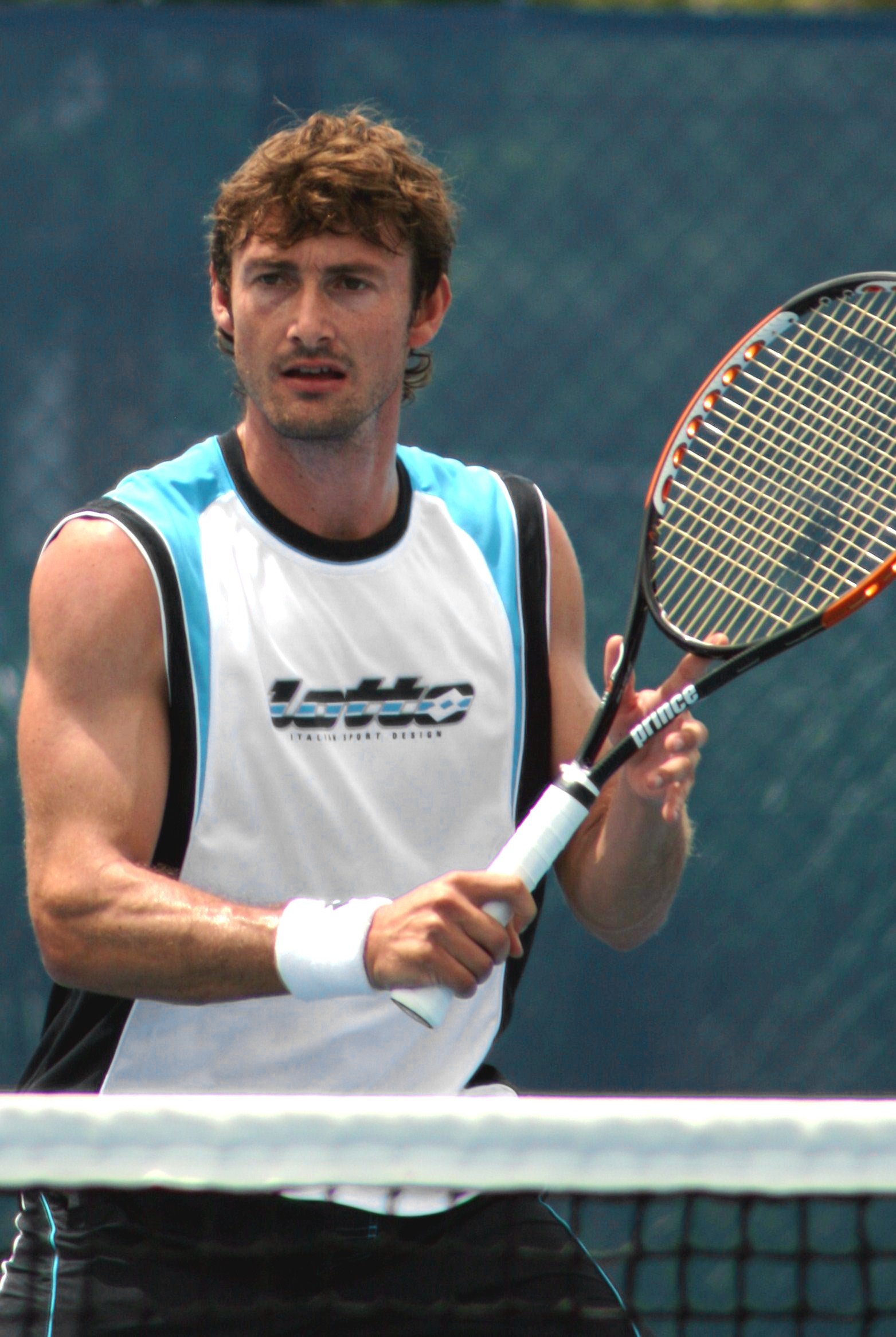
Juan Carlos Ferrero à l'Open de Brisbane en 2009.

En avril 2009, Juan Carlos Ferrero remporte le tournoi de Casablanca, cinq ans et demi après son précédent titre. Il confirme son regain de forme en atteignant les demi-finales au tournoi du Queen's, éliminé par le futur vainqueur du tournoi Andy Murray (2-6, 4-6). Il atteint les quarts de finale à Wimbledon en éliminant notamment le no 10 mondial Fernando González (4-6, 7-5, 6-4, 4-6, 6-4) ainsi que le no 8 mondial Gilles Simon (7-6, 6-3, 6-2) mais abdique finalement une nouvelle fois face à Andy Murray (5-7, 3-6, 2-6).

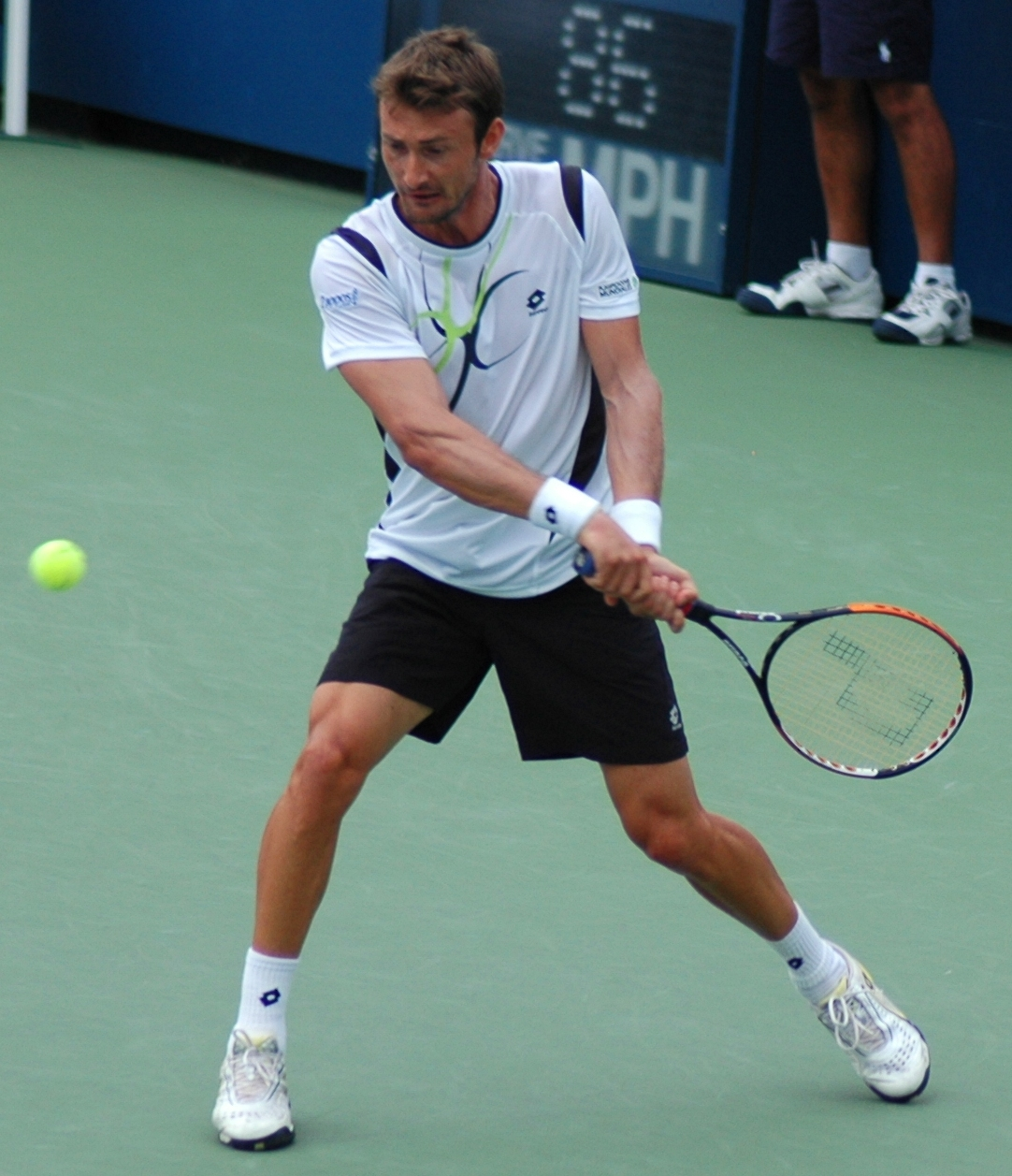
Juan Carlos Ferrero à l'US Open en 2009.

Il apporte le point décisif à l'Espagne en quart de finale de la Coupe Davis face à l'Allemagne puis atteint la finale du tournoi de Umag dans la foulée, perdue face à Nikolay Davydenko. Ces bons résultats lui permettent de réintégrer le top 30 mondial en août. Après avoir contribué une nouvelle fois à la qualification de l'Espagne pour la finale de Coupe Davis, il fait partie de l'équipe finaliste en tant que remplaçant. Il remporte ainsi une troisième Coupe Davis et termine l'année à la 23e place mondiale.
En février 2010, il s'offre pour ses trente ans le titre à Costa do Sauipe en expédiant Łukasz Kubot en finale sur le score de 6-1, 6-0 en une heure de jeu puis enchaîne avec un second titre consécutif à Buenos Aires en battant son ami David Ferrer 5-7, 6-4, 6-3. Il manque la passe du troisième titre consécutif une semaine plus tard lors de l'ATP 500 Series d'Acapulco en atteignant la finale contre une nouvelle fois David Ferrer pour une défaite 6-3, 3-6, 6-1. David Ferrer brise ainsi une série de quatorze victoires consécutives pour Juan Carlos Ferrero, qui confirme pour autant son retour en atteignant la 14e place mondiale à la fin de cette tournée sud-américaine.
Durant la tournée nord-américaine de mars, « Juanqui » subit une élimination en seizième de finale au Masters d'Indian Wells face à Juan Mónaco (7-6, 3-6, 3-6), puis une élimination en huitième de finale du Masters de Miami contre Jo-Wilfried Tsonga (2-6, 2-6).
Ferrero reprend la saison sur terre à la 16e place mondiale avec de grands espoirs. Il participe donc au Masters de Monte-Carlo, où il élimine successivement Marcel Granollers (6-0, 6-3), Benjamin Becker (6-3, 6-4) et le no 10 mondial Jo-Wilfried Tsonga (6-1, 3-6, 7-5), atteignant ainsi les quarts de finale, où il est stoppé par le futur vainqueur du tournoi Rafael Nadal (4-6, 2-6). Il participe ensuite à l'Open de Barcelone, où il est éliminé en huitième de finale par Thiemo de Bakker (6-7, 6-3, 6-7).
Fatigué par l'enchaînement des tournois et des matchs, Ferrero s'incline au premier tour du Masters de Rome, face à Santiago Giraldo. Il fait son retour pour Roland-Garros, où il élimine au premier tour Pablo Cuevas (6-4, 6-3, 6-1) puis le jeune espagnol Pere Riba (7-6, 6-7, 6-2, 6-2) au deuxième tour. Il s'incline au troisième tour au terme d'un match très accroché face à Robby Ginepri (5-7, 3-6, 6-3, 6-2, 4-6).
Juan Carlos Ferrero rentre alors dans une période plus compliquée, où il se fait sortir au 1er tour de l'Open de Halle puis au 1er tour du tournoi de Wimbledon. Ainsi, il recule au 21e rang de l'ATP World Tour. Ses résultats étant trop moyens depuis le mois de mai, il n'est pas sélectionné pour jouer le 1/4 de finale de la Coupe Davis contre la France.
Il fait son retour pour le Tournoi de Stuttgart, où il sort Horacio Zeballos (6-7, 7-6, 6-2) après avoir sauvé une balle de match. En 1/4 de finale, il élimine l'Allemand Simon Greul (6-3, 7-5) et s'incline finalement en demi-finale face au futur vainqueur du tournoi Albert Montañés (6-3, 7-6).
Il enchaîne à l'ATP 500 Series de Hambourg, où il élimine au deuxième tour Jan Hájek (7-6, 6-1) et Jarkko Nieminen au troisième tour (6-2, 3-6, 6-4). En quart de finale, il est battu par l'Allemand Florian Mayer (7-6, 2-6, 3-6). La semaine suivante, il gagne son troisième tournoi de l'année à Umag en battant en finale l'Italien Potito Starace (6-4, 6-4).
Il prend part au dernier Grand Chelem de l'année, l'US Open, où il élimine au premier tour Martin Kližan (6-1, 6-3, 6-0) puis Ricardo Mello (6-1, 6-4, 6-4) au second tour. Il est éliminé au troisième tour par Jürgen Melzer (7-5, 6-3, 6-1) et recule à la 26e place mondiale à l'issue du tournoi.
Sa saison 2010 reste très positive avec trois titres sur terre battue, marquant son retour parmi les meilleurs joueurs sur cette surface avec 28 victoires pour 7 défaites, ce qui le place juste derrière Rafael Nadal et David Ferrer. Il termine l'année à la 29e place mondiale.

#### 2011: une saison tronquée par les blessures

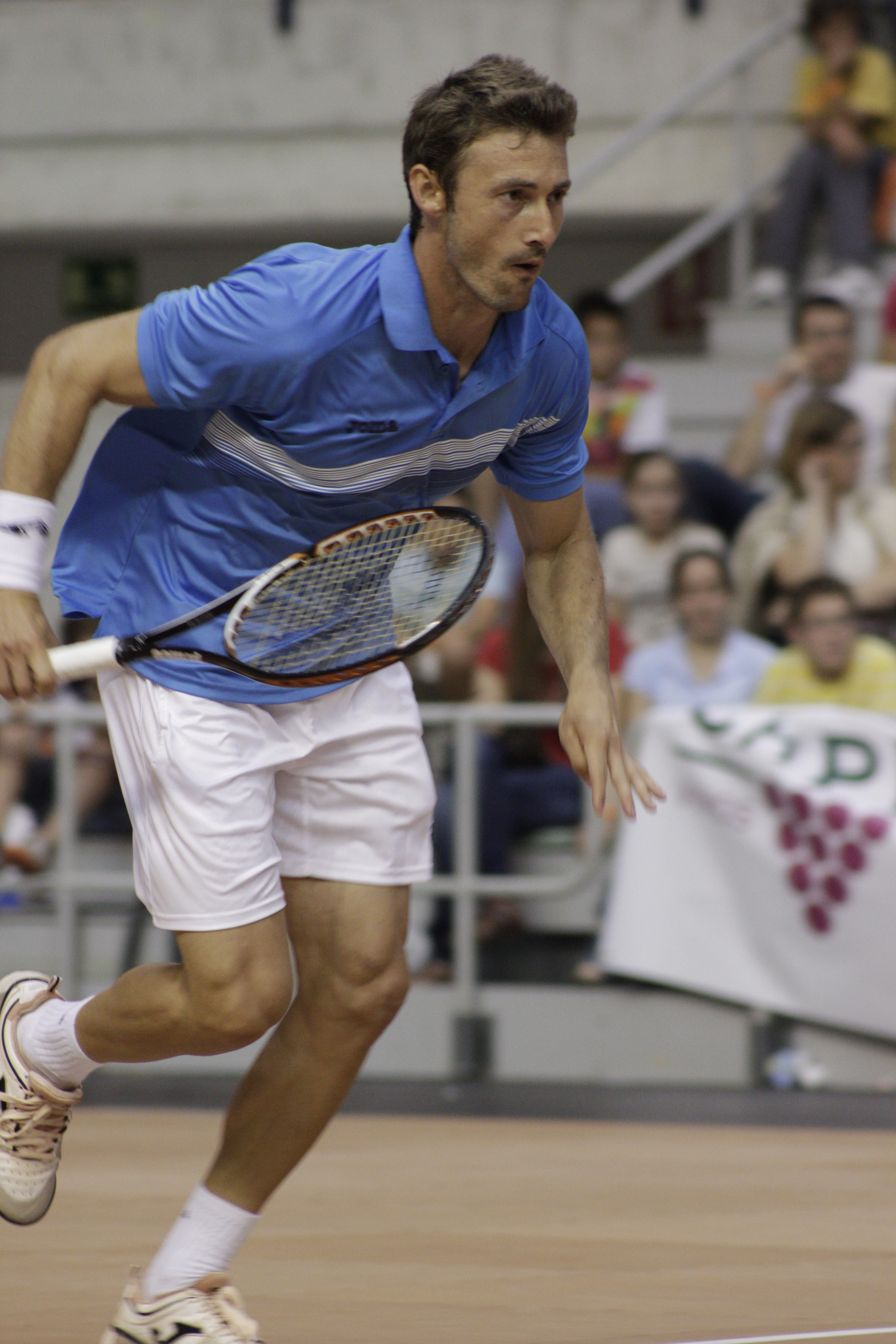
Juan Carlos Ferrero lors de son match face à Nicolás Almagro en juin 2011.

Juan Carlos Ferrero manque une grande partie du début de la saison 2011, la faute à une opération du poignet et du genou. Après plus de sept mois d'absence, il fait son retour le 19 avril 2011 à l'Open de Barcelone, où il remporte facilement ses premiers matchs face à Xavier Malisse (6-4, 6-2), Mischa Zverev (6-4, 7-5) et Simone Vagnozzi (7-63, 4-6, 6-4). Il est finalement éliminé en quart de finale par Nicolás Almagro (6-3, 6-3). Pour son second tournoi de l'année, Ferrero est éliminé dès le premier tour du Masters de Madrid face à Thiemo de Bakker (6-2, 5-7, 4-6).
Après deux nouveaux mois d'absence pour blessure, Ferrero reprend la compétition au tournoi de Stuttgart. Il vient à bout de l'Allemand Bastian Knittel (6-2, 6-4), du 17e joueur mondial Mikhail Youzhny (66-7, 6-2, 6-2), de Marcel Granollers (6-4, 6-3) et de Federico Delbonis (3-6, 6-4, 6-4). Il arrive en finale du tournoi où il remporte le seizième titre de sa carrière face à Pablo Andújar (6-4, 6-0).
Après une élimination au premier tour du tournoi de Hambourg face à Cedrik-Marcel Stebe (6-3, 6-2), Ferrero participe au tournoi de Umag où il est tenant du titre. Il élimine sur abandon Máximo González (3-6, 6-3, 1-1), Ivan Ljubičić (1-6, 6-3, 6-4) puis Carlos Berlocq (6-1, 7-65). En demi-finale, il s'incline face au futur vainqueur du tournoi Alexandr Dolgopolov (6-4, 6-4).
Ferrero sort du top 100 après deux éliminations successives au premier tour du Masters du Canada face à Ernests Gulbis (6-3, 1-6, 5-7) puis du Masters de Cincinnati face à Feliciano López (6-4, 3-6, 4-6).
Il participe à son premier tournoi du Grand Chelem de la saison à l'US Open, où il passe le 1er tour face à son compatriote Pablo Andújar (1-6, 7-5, 5-7, 6-1, 6-3) puis le 2e tour face au no 7 mondial Gaël Monfils (7-65, 5-7, 65-7, 6-4, 6-4). Il se qualifie pour les 1/8 de finale après une victoire face à Marcel Granollers sur abandon (6-4, 4-3). Il s'incline finalement en 1/8 de finale face à Janko Tipsarević (5-7, 7-63, 5-7, 2-6).
Au tournoi de Pékin, Ferrero élimine au premier tour Thomaz Bellucci (6-1, 7-64) avant de se défaire de son compatriote Marcel Granollers (6-4, 6-4) en 1/8 de finale. Il s'incline en quart de finale face à Jo-Wilfried Tsonga (6-3, 6-4).
Engagé au Masters de Shanghai, Ferrero sort au premier tour Mikhail Youzhny (7-64, 6-4) puis se qualifie pour les 1/8 de finale en éliminant son compatriote Fernando Verdasco (4-6, 6-3, 6-2). Il est battu en 1/8 de finale par David Ferrer (6-1, 5-7, 2-6), en ayant notamment deux balles de match avant de finalement s'incliner à la suite d'une blessure à la cheville contractée au cours du deuxième set.
À l'Open de Valence, Juan Carlos Ferrero élimine Igor Kunitsyn (6-4, 7-62) et Alex Bogomolov (7-63, 4-6, 6-2) avant de s'incliner en quart de finale face à Juan Mónaco (6-3, 6-3). Il termine sa saison par une élimination face à Nicolas Mahut (6-2, 6-3) lors du premier tour du Masters de Paris-Bercy.
Bien qu'il ait manqué plus de la moitié de la saison, Juan Carlos Ferrero parvient en 2011 à participer à une finale sur le circuit ATP comme chaque année depuis le début de sa carrière professionnelle. Il termine la saison à la 50e place mondiale avec 20 victoires pour 11 défaites et un nouveau titre comme lors des deux dernières saisons, laissant entrevoir de l'espoir pour la saison 2012.

#### 2012: retraite sportive
L'année 2012 commence très difficilement pour Juan Carlos Ferrero. Éliminé dès le premier tour du tournoi d'Auckland par Benoît Paire (3-6, 2-6), il enchaîne une seconde mauvaise performance consécutive à l'Open d’Australie en s'inclinant dès le premier tour face à Viktor Troicki (6-4, 7-63, 2-6, 63-7, 2-6) en ayant pourtant eu deux balles de match.
Malgré ce début d'année difficile, il est sélectionné pour jouer le premier tour de la Coupe Davis 2012 face au Kazakhstan afin de pallier les absences de Rafael Nadal et David Ferrer. Il remporte ainsi le premier point de la confrontation pour son pays face à Mikhail Kukushkin (6-1, 4-6, 7-62, 4-6, 6-4).
Juan Carlos Ferrero continue sa saison lors de la tournée sud-américaine, où il s'incline aux premiers tours du tournoi de São Paulo face à Leonardo Mayer (66-7, 2-6) et au tournoi de Buenos Aires face à Kei Nishikori (5-7, 6-3, 2-6). La mauvaise série continue puisqu'il conclut sa tournée sud-américaine par une défaite au 1er tour du tournoi d'Acapulco face à Stanislas Wawrinka (6-2, 3-6, 4-6).
Pour son retour au Masters de Madrid, il est éliminé encore une fois dès le premier tour face à Igor Andreev (4-6 64-7). Il participe ensuite au Masters de Rome où il élimine au premier tour Kevin Anderson (6-4 7-5) puis le 14e joueur mondial, Gaël Monfils (7-5 6-3). Il perd en 1/8 de finale contre Roger Federer (6-2, 5-7, 6-1).
Engagé à l'Open de Nice, Ferrero élimine Robin Haase (4-6, 7-66, 7-66) en sauvant une balle de match avant de s'incliner devant Thomaz Bellucci (4-6, 3-6).
Il débute à Roland-Garros en disposant de Jonathan Dasnières de Veigy (6-1, 6-4, 6-3) puis s'incline face à Marin Čilić (64-7, 1-6, 3-6).
Juan Carlos Ferrero annonce le mercredi 12 septembre 2012 qu'il mettrait un terme à sa carrière à la suite de l'Open de Valence, qui sera disputé du 22 au 28 octobre. Son dernier match en simple se solde par une défaite au 1er tour face à son compatriote et ami Nicolás Almagro (7-5, 6-3). Il se qualifie cependant pour la demi-finale du tournoi de double en binôme avec son grand ami David Ferrer, ce qui constitue son dernier match sur le circuit et sa meilleure performance en double dans un tournoi professionnel depuis ses débuts sur le circuit ATP en 1998.

## Style de jeu
Juan Carlos Ferrero était considéré comme un des joueurs les plus talentueux de sa génération. Grand joueur de terre-battue, également très à l'aise sur dur, son jeu de fond de court était considéré comme un des plus complets des années 2000. Possédant un jeu agressif, l'espagnol dictait souvent le jeu grâce un coup droit puissant, lourd et surtout doté d'une excellente longueur. Son revers très solide, souvent sauté, était lui particulièrement redoutable dans l'angle court croisé et tenait parfaitement la cadence face aux assauts adverses. Ce jeu de fond de court était d'autant plus redouté qu'il bénéficiait d'une mobilité irréprochable avec une vitesse, une endurance et un changement d'appui de haut niveau. Enfin, son excellent retour de service combiné à un service tout à fait correct lui permettait de démarrer solidement le point. Plusieurs experts estiment ainsi qu'il aurait pu rivaliser avec Nadal sur terre battue sans plusieurs blessures ayant fortement affecté sa carrière. Grand joueur de terre, sa victoire contre Rafael Nadal à Rome en 2008, fut un des plus grands matchs disputés sur cette surface. Issu de la génération dorée née au début des années 1980, il a comme eux souffert de la concurrence du suisse Federer, mais l'Espagnol a aussi vécu de nombreux calvaires, avec beaucoup de blessures et de pépins physiques.

## Palmarès

### En simple messieurs
| 16 titres en simple | 1 G. Chelem | 1 G. Chelem | 1 G. Chelem | 1 G. Chelem | 0 Masters | 0 Masters | 0 Masters   | 0 Masters   | 4 Masters 1000 | 4 Masters 1000 | 4 Masters 1000 | 4 Masters 1000 | 2 ATP 500           | 2 ATP 500           | 2 ATP 500           | 2 ATP 500           | 9 ATP 250           | 9 ATP 250           | 9 ATP 250      | 9 ATP 250      | 0 JO           | 0 JO           | 0 JO           | 0 JO           |
| 16 titres en simple | 3 sur dur   | 3 sur dur   | 3 sur dur   | 3 sur dur   | 3 sur dur | 3 sur dur | 0 sur gazon | 0 sur gazon | 0 sur gazon    | 0 sur gazon    | 0 sur gazon    | 0 sur gazon    | 13 sur terre battue | 13 sur terre battue | 13 sur terre battue | 13 sur terre battue | 13 sur terre battue | 13 sur terre battue | 0 sur moquette | 0 sur moquette | 0 sur moquette | 0 sur moquette | 0 sur moquette | 0 sur moquette |

## Parcours dans les tournois duGrand Chelem

### Victoire (1)
| Année | Tournoi       | Adversaire en finale | Score         |
| 2003  | Roland-Garros | Martin Verkerk       | 6-1, 6-3, 6-2 |

### Finales (2)
| Année | Tournoi       | Adversaire en finale | Score              |
| 2002  | Roland-Garros | Albert Costa         | 1-6, 0-6, 6-4, 3-6 |
| 2003  | US Open       | Andy Roddick         | 3-6, 62-7, 3-6     |

### En simple
| Année | Open d'Australie | Open d'Australie | Internationaux de France | Internationaux de France | Wimbledon       | Wimbledon   | US Open         | US Open         |
| ----- | ---------------- | ---------------- | ------------------------ | ------------------------ | --------------- | ----------- | --------------- | --------------- |
| 1999  | —                | —                | —                        | —                        | —               | —           | 1er tour (1/64) | G. Rusedski     |
| 2000  | 3e tour (1/16)   | Y. El Aynaoui    | 1/2 finale               | G. Kuerten               | —               | —           | 1/8 de finale   | M. Safin        |
| 2001  | 2e tour (1/32)   | A. Ilie          | 1/2 finale               | G. Kuerten               | 3e tour (1/16)  | G. Rusedski | 3e tour (1/16)  | T. Robredo      |
| 2002  | —                | —                | Finale                   | A. Costa                 | 2e tour (1/32)  | J. Morrison | 3e tour (1/16)  | F. González     |
| 2003  | 1/4 de finale    | W. Ferreira      | Victoire                 | M. Verkerk               | 1/8 de finale   | S. Grosjean | Finale          | A. Roddick      |
| 2004  | 1/2 finale       | R. Federer       | 2e tour (1/32)           | I. Andreev               | 3e tour (1/16)  | R. Ginepri  | 2e tour (1/32)  | S. Koubek       |
| 2005  | 3e tour (1/16)   | G. Coria         | 3e tour (1/16)           | M. Safin                 | 1/8 de finale   | R. Federer  | 1er tour (1/64) | A. Clément      |
| 2006  | 3e tour (1/16)   | N. Kiefer        | 3e tour (1/16)           | G. Gaudio                | 3e tour (1/16)  | R. Štěpánek | 2e tour (1/32)  | M. Gicquel      |
| 2007  | 2e tour (1/32)   | D. Udomchoke     | 3e tour (1/16)           | M. Youzhny               | 1/4 de finale   | R. Federer  | 1er tour (1/64) | F. López        |
| 2008  | 1/8 de finale    | D. Ferrer        | 1er tour (1/64)          | M. Daniel                | 2e tour (1/32)  | M. Zverev   | —               | —               |
| 2009  | 1er tour (1/64)  | F. Santoro       | 2e tour (1/32)           | P. Kohlschreiber         | 1/4 de finale   | A. Murray   | 1/8 de finale   | J. M. del Potro |
| 2010  | 1er tour (1/64)  | I. Dodig         | 3e tour (1/16)           | R. Ginepri               | 1er tour (1/64) | X. Malisse  | 3e tour (1/16)  | J. Melzer       |
| 2011  | —                | —                | —                        | —                        | —               | —           | 1/8 de finale   | J. Tipsarević   |
| 2012  | 1er tour (1/64)  | V. Troicki       | 2e tour (1/32)           | M. Čilić                 | 1er tour (1/64) | N. Djokovic | —               | —               |

N.B. : à droite du résultat se trouve le nom de l'ultime adversaire.

### En double
| Année | Open d'Australie                                                                  | Open d'Australie | Internationaux de France | Internationaux de France | Wimbledon                                                                       | Wimbledon | US Open                                                                               | US Open |
| ----- | --------------------------------------------------------------------------------- | ---------------- | ------------------------ | ------------------------ | ------------------------------------------------------------------------------- | --------- | ------------------------------------------------------------------------------------- | ------- |
| 2002  | —                                                                                 | —                | —                        | —                        | 1er tour (1/32) T. Robredo \|\| style="text-align:left;" \| M. García L. Lobo   | —         | —                                                                                     |         |
| 2003  | —                                                                                 | —                | —                        | —                        | 1er tour (1/32) J. I. Carrasco \|\| style="text-align:left;" \| L. Paes D. Rikl | —         | —                                                                                     |         |
| 2004  | 1er tour (1/32) G. García-López \|\| style="text-align:left;" \| J. Erlich A. Ram | —                | —                        | —                        | —                                                                               | —         | —                                                                                     |         |
| 2005  | 1er tour (1/32) S. Ventura \|\| style="text-align:left;" \| R. Leach B. MacPhie   | —                | —                        | —                        | —                                                                               | —         | —                                                                                     |         |
| 2006  | —                                                                                 | —                | —                        | —                        | —                                                                               | —         | 1er tour (1/32) G. García-López \|\| style="text-align:left;" \| M. Kohlmann A. Waske |         |

N.B. : le nom du ou de la partenaire se trouve sous le résultat ; le nom des ultimes adversaires se trouve à droite.

## Résultats auxMasters
| Année | Lieu     | Résultat    | Tour                     | Adversaires                                                         | Victoire / Défaite       | Scores                                                        |
| ----- | -------- | ----------- | ------------------------ | ------------------------------------------------------------------- | ------------------------ | ------------------------------------------------------------- |
| 2001  | Sidney   | Demi-Finale | Demi-finale RR RR        | Lleyton Hewitt Goran Ivanišević Gustavo Kuerten Ievgueni Kafelnikov | Défaite Victoire Défaite | 4-6 3-6 7-64 7-65 7-63 6-2 6-4 1-6 65-7                       |
| 2002  | Shanghai | Finale      | Finale Demi-finale RR RR | Lleyton Hewitt Carlos Moyà Jiří Novák Andre Agassi Roger Federer    | Défaite Victoire Défaite | 5-7 5-7 6-2 6-2 4-6 68-7 6-4 6-4 7-5 6-3 7-5 2-6 7-68 3-4 4-6 |
| 2003  | Houston  | Round Robin | RR RR RR                 | Roger Federer Andre Agassi David Nalbandian                         | Défaite Défaite          | 3-6 1-6 6-2 3-6 4-6 3-6 1-6                                   |

## Parcours dans lesMasters 1000
| Année | Indian Wells                | Miami                      | Monte-Carlo             | Rome                      | Hambourg puis Madrid       | Canada                      | Cincinnati             | Stuttgart puis Madrid puis Shanghai | Paris                    |
| ----- | --------------------------- | -------------------------- | ----------------------- | ------------------------- | -------------------------- | --------------------------- | ---------------------- | ----------------------------------- | ------------------------ |
| 1999  | —                           | —                          | —                       | —                         | —                          | —                           | —                      | —                                   | 2e tour T. Henman        |
| 2000  | 1er tour M. Chang           | 2e tour G. Bastl           | 1/4 de finale G. Gaudio | 1/8 de finale M. Puerta   | 2e tour A. Pavel           | 1/8 de finale I. Kafelnikov | 1er tour A. Clément    | 2e tour Y. El Aynaoui               | 1/2 finale M. Safin      |
| 2001  | 1er tour N. Massú           | 1/8 de finale G. Gaudio    | 2e tour G. Blanco       | Victoire G. Kuerten       | Finale A. Portas           | 1/4 de finale P. Rafter     | 2e tour H. Arazi       | 2e tour T. Enqvist                  | 1/8 de finale H. Arazi   |
| 2002  | 1er tour G. Rusedski        | 3e tour A. Voinea          | Victoire C. Moyà        | 2e tour I. Ljubičić       | 1er tour A. Costa          | 2e tour S. Koubek           | 1/2 finale C. Moyà     | 1/4 de finale A. Agassi             | 2e tour P. Srichaphan    |
| 2003  | 2e tour B. Vahaly           | 3e tour M. Ríos            | Victoire G. Coria       | 1/2 finale R. Federer     | —                          | 1/8 de finale K. Kučera     | 2e tour G. Gaudio      | Victoire N. Massú                   | 1/8 de finale J. Novák   |
| 2004  | —                           | —                          | 1er tour À. Corretja    | —                         | —                          | 1er tour F. Santoro         | 2e tour T. Robredo     | 2e tour L. Horna                    | —                        |
| 2005  | 2e tour C. Moyà             | 1/8 de finale D. Ferrer    | 1/2 finale G. Coria     | —                         | 1/8 de finale N. Davydenko | 1/8 de finale D. Hrbatý     | 2e tour A. Roddick     | 1er tour M. Mirnyi                  | 1/8 de finale T. Berdych |
| 2006  | 3e tour P. Srichaphan       | 2e tour D. Toursounov      | 1/8 de finale D. Ferrer | 1er tour P.-H. Mathieu    | 1/8 de finale D. Ferrer    | 2e tour F. González         | Finale A. Roddick      | 2e tour R. Söderling                | —                        |
| 2007  | 1/8 de finale R. Nadal      | 2e tour G. Cañas           | 1/2 finale R. Federer   | 2e tour P. Starace        | 1/8 de finale R. Federer   | 1er tour L. Hewitt          | 1/8 de finale J. Blake | 1/8 de finale N. Djokovic           | 1er tour M. Baghdatís    |
| 2008  | 1/8 de finale D. Nalbandian | 3e tour T. Berdych         | 1/8 de finale R. Nadal  | 1/8 de finale S. Wawrinka | —                          | —                           | —                      | —                                   | —                        |
| 2009  | —                           | —                          | —                       | —                         | 2e tour F. Verdasco        | 1/8 de finale A. Murray     | 1er tour M. Čilić      | 1er tour R. Štěpánek                | —                        |
| 2010  | 3e tour J. Mónaco           | 1/8 de finale J.-W. Tsonga | 1/4 de finale R. Nadal  | 1er tour S. Giraldo       | —                          | —                           | —                      | —                                   | —                        |
| 2011  | —                           | —                          | —                       | —                         | 1er tour T. de Bakker      | 1er tour E. Gulbis          | 1er tour F. López      | 1/8 de finale D. Ferrer             | 1er tour N. Mahut        |
| 2012  | —                           | —                          | —                       | 1/8 de finale R. Federer  | 1er tour I. Andreev        | —                           | —                      | —                                   | —                        |

N.B. : sous le résultat se trouve le nom de l’ultime adversaire.

## Divers
Ami de nombreuses célébrités du football espagnol, Juan Carlos Ferrero a participé à plusieurs reprises à des matchs de football caritatifs, notamment avec les joueurs les plus célèbres du Real Madrid.
Il fut désigné meilleur sportif dans son pays en 2003.